# زندگی پی
زندگی پی (به انگلیسی: Life of Pi) نام کتابی است نوشته یان مارتل است که در ۲۰۰۱ در کانادا منتشر شد. زندگی پی کتابی دربارهٔ مذهب، ترس، طبیعت و سرسختی پایان‌ناپذیر انسان است.

## خلاصه داستان
زندگی پی دربارهٔ پسر جوانی بنام پی پاتل، فرزند یک صاحب باغ وحش در هندوستان است. پی پاتل در شانزده سالگی همراه خانواده‌اش از هند به طرف کانادا کوچ می‌کند. خانواده پی در قسمت بار یک کشتی ژاپنی در کنار جانوران باغ وحش به سمت خانه جدید سفر می‌کنند. در میانه راه کشتی غرق می‌شود و پی خودش را در قایق نجاتی به همراه یک کفتار، یک اورانگوتان، یک گورخر زخمی و یک ببر بنگال دویست کیلو گرمی تنها می‌بیند. در هفته نخست سفر پی بر روی این قایق نجات تنها چیزی که بر همه چیز چیره است کشمکش برای زندگی ست. ادامه کتاب شرح ۲۲۷ روز گمشدگی پی در دریا است. قایق نجاتی که پی بر روی آن سوار است برای نجات یک انسان به اندازه کافی غذا اندوخته دارد ولی پی می‌داند که تنها امید رهایی خشنود نگهداشتن این ببر و خدمت کردن به اوست. زندگی پی در وحشتی همیشگی از ببر شکل می‌گیرد و تعریف می‌شود. ناامیدی پی از زندگانی نه تنها یک فرایند حسی و عاطفی که یک حقیقت هراسناک فیزیکی است. پس از رسیدن آن‌ها به سواحل مکزیک ببر بنگال در جنگل ناپدید می‌شود و نشانی از او نمی‌ماند. مسئولینی که از پی دربارهٔ سفرش پرس و جو می‌کنند داستانش را باور نمی‌کنند و از او می‌خواهند که حقیقت را بگوید. در پایان پس از ساعت‌ها تهدید و اجبار پی داستان دومی را عنوان می‌کند. داستانی باور پذیر تر که نشانه‌ای از گمان پردازی در آن نیست.

## جایزه‌ها
زندگی پی در سال ۲۰۰۲ برنده جایزه من بوکر شد.

## ترجمه فارسی
کتاب زندگی پی در ایران از سوی نشر علم و با ترجمه گیتا گرکانی به چاپ رسیده‌است.

## فیلم
آنگ لی فیلم‌ساز تایوانی بر اساس داستان زندگی پی فیلمی ساخته است.

## درباره فیلم
فیلم زندگی پی نامزد ۱۱ جایزه اسکار شده‌است و اکثر منتقدان آن را ستوده‌اند. موحد منتقم در نقد خود دربارهٔ فیلم گفته‌است:فیلم زندگی پی صرفاً یک فیلم دیدنی و تأثیرگذار نیست، بلکه همانند نخی به ظرافت تابیده شده فیلمی دربارهٔ اثبات وجود خداست. نخی که از داستان‌های خیلی دور حکایت می‌کند که نه می‌توانید آن را به تمامی بپذیرید، نه آن را کاملاً رد کنید. ولی به یمن ریسنده (فیلمنامه نویس) فوق‌العاده‌اش به چنان قدرتی بافته شده‌است که می‌توان آن را در کنار «رابینسون کروزو»ی دانیل دوفو قرار داد

## بازگشتار
- Busby, Brian (2003). Character Parts: Who's Really Who in CanLit. Toronto: Knopf. ISBN 0-676-97579-8.
- Davies, Hugh (September 2002). "£50,000 Booker winner 'stole idea from Brazilian author'". Telegraph Group.
- "'May Richard Parker be always at your side'". Guardian Unlimited. November 2002.